# Croupier

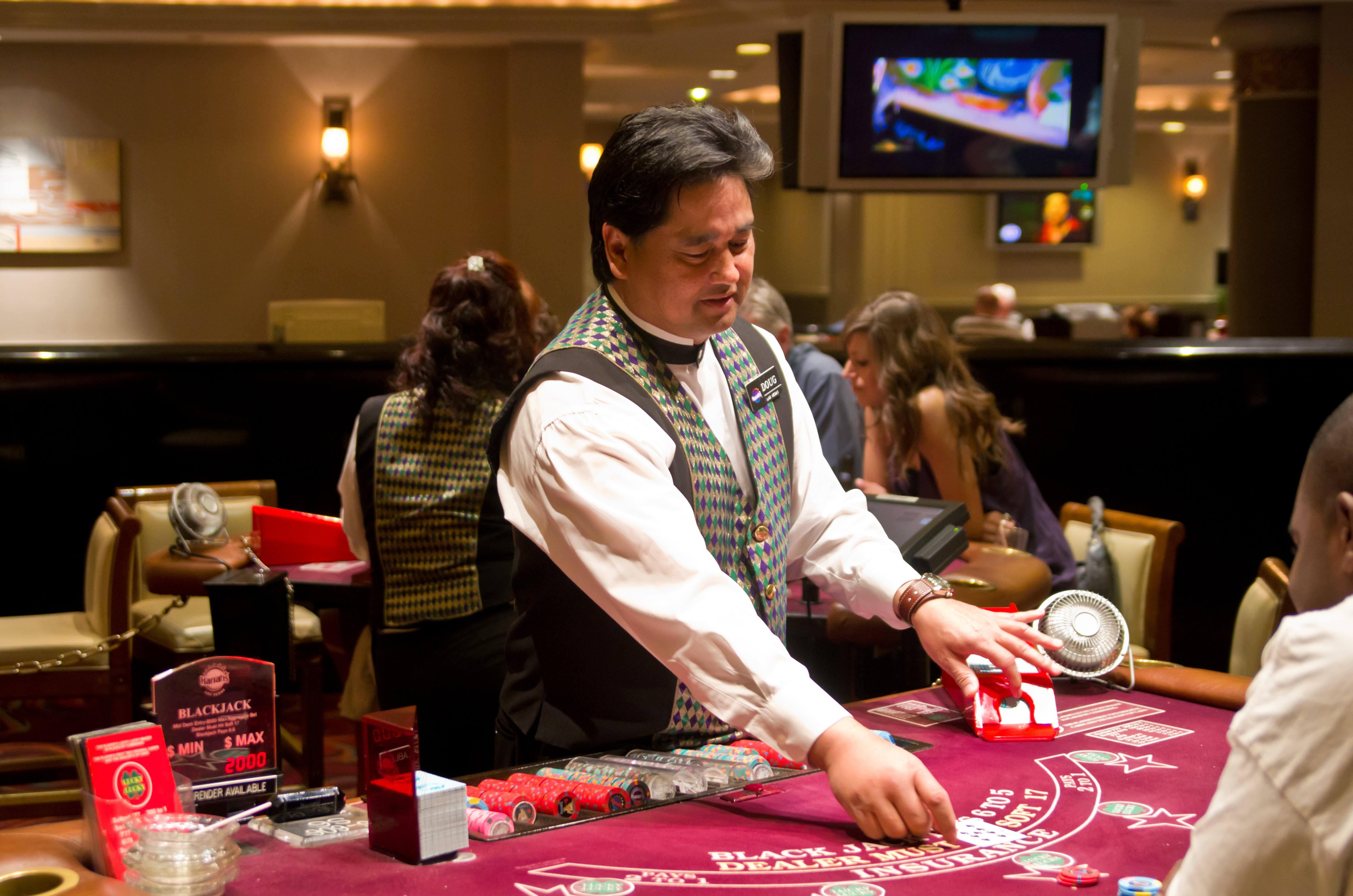
Een croupier leidt een spel blackjack

Een croupier is de persoon achter een speeltafel in een casino die het spel begeleidt. De croupier is verantwoordelijk voor een eerlijk verloop van het spel (bijvoorbeeld blackjack, roulette of poker), alsmede het verrichten van de uitbetalingen en het geven van de kaarten.

## Opleiding
Bij Holland Casino volgen aspirant-croupiers een interne opleiding van drie maanden voor de spellen roulette en blackjack. Techniek, procedures en gastheerschap zijn de belangrijkste onderdelen die hier aan de orde komen. Wanneer de croupier als ervaren genoeg wordt beschouwd (meestal na 1 tot 3 jaar), kan hij of zij meerdere spellen erbij leren.

## Regels

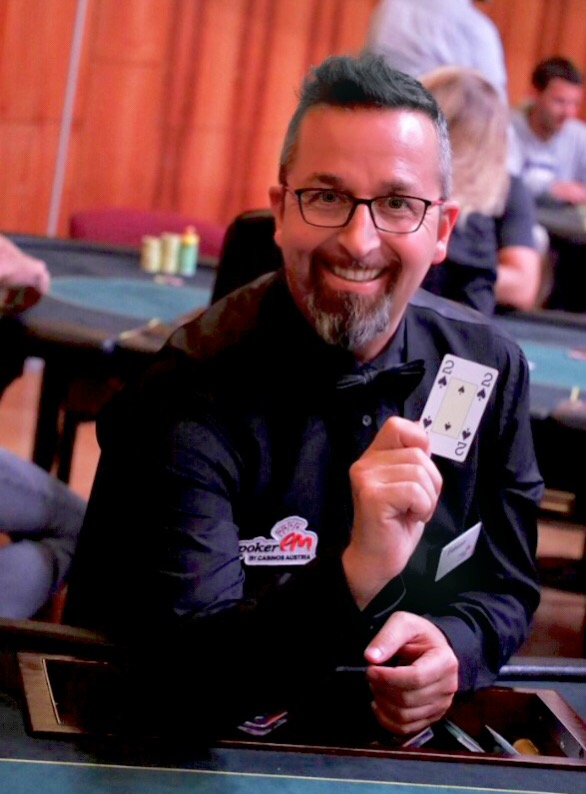
Croupier in Las Vegas (2011)

Een croupier heeft zich te houden aan strikte regels; hij heeft geen invloed op het verloop van het spel. Zo moet de croupier bij blackjack voor zichzelf kaarten trekken tot en met een puntentotaal van 16, en stoppen wanneer hij 17 of hoger heeft. Risico's nemen is voor hem dus niet toegestaan.
Ook bij roulette werkt de croupier volgens een strikte procedure. Het draaien van de cilinder, het geven van de kogel, het plaatsen van de dolly (markering van het winnende nummer), het uitbetalen van speelwinst: overal zit een methode achter.

## Rekenen
Om een vlot en eerlijk spelverloop te garanderen, zal een croupier foutloos moeten kunnen hoofdrekenen. Het bekendste voorbeeld is het uitrekenen van een uitbetaling aan de roulette, maar ook bijvoorbeeld tijdens het aannemen van inzetten van gasten moet snel gerekend worden om te controleren of de gast voldoende chips en/of biljetten heeft gegeven voor zijn of haar inzet.
Bij het uitrekenen van een uitbetaling aan de roulette maken sommige croupiers gebruik van zogenaamde "picturebets". Met behulp van deze picturebets hoeven niet alle winnende kansen apart te worden berekend. Bijvoorbeeld 1 plein, 1 cheval en 1 carré staan gelijk aan 35+17+8 = 60. Als een speler dan een nummer treft waarop hij drie fiches en plein heeft ingezet, drie fiches à cheval en drie en carré, dan is de berekening niet (3x35)+(3x17)+(3x8) maar gebruikmakend van de picturebet: 3x60.

## Tronc (fooi)
Het salaris van een croupier bestaat voor een gedeelte uit tronc (fooien). In de casinowereld is het een algemeen gebruik - als de speler de bediening en het gastheerschap op prijs heeft gesteld - de croupier bij de uitbetaling van een plein een fiche te geven. Croupiers zullen bij het ontvangen van tronc de speler bedanken middels het Franse "merci pour les employés", oftewel "bedankt namens het personeel". Overigens is het niet ongebruikelijk dat er nog meer Franse termen gebruikt worden door de croupier.
Een croupier krijgt elk uur 15 minuten pauze, omdat het als een psychisch belastend beroep wordt beschouwd en optimale concentratie is gewenst om fouten zo veel mogelijk te voorkomen. Meestal wordt er in ploegjes van vier croupiers op drie tafels gerouleerd gedurende een shift van gemiddeld 8 uur.